# Body and Soul (film 1925)
Body and Soul è un film del 1925, diretto da Oscar Micheaux.
Nel 2019 è stato scelto per la conservazione nel National Film Registry della Biblioteca del Congresso degli Stati Uniti

## Trama
Un criminale è evaso dal carcere e ora si presenta a una comunità di villaggio spacciandosi come il reverendo Isaiah T. Jenkins. Martha Jane, una devota locale, ha nel corso del tempo risparmiato una considerevole somma di denaro in biglietti di banca, che custodisce all'interno del volume della propria Bibbia, in vista di un eventuale matrimonio importante per la propria figlia Isabelle. Il futuro sposo agognato (dalla madre) è ora finalmente presente: è Jenkins, nel quale Martha ha completa fiducia e alle cui ispirate prediche crede senza riserve. Isabelle tenta invano di far passare presso la madre la propria intenzione di sposare il suo fidanzato Sylvester, che viene rifiutato da Martha.
Intanto un compagno di cella di Jenkins, Hinds, raggiunge il "reverendo", e i due progettano e attuano alcune malversazioni ai danni dei fedeli della comunità.
Isabelle e il reverendo passano molto tempo assieme, con soddisfazione di Martha. Un giorno Martha, di ritorno a casa, trova un sorprendente biglietto di Isabelle, che la informa di essere fuggita ad Atlanta con i soldi risparmiati dalla madre.
Martha, tempo dopo, rintraccia la figlia, che vive di stenti ad Atlanta. Isabelle le confessa quanto la madre, data la sua completa accondiscendenza verso il pastore Jenkins non avrebbe mai potuto accettare: il reverendo aveva violentata Isabelle e si era impossessato del denaro. Dopo questa rivelazione Isabelle muore.
Il "reverendo" Jenkins, la domenica successiva, è impegnato in un importante sermone che gli vale laute offerte da parte della comunità. Nel corso della predica, Martha compare in chiesa e lo accusa della responsabilità morale della morte della figlia.
Jenkins, finita la funzione religiosa, si presenta a casa di Martha e implora il perdono, che gli viene accordato dalla madre affranta e riappacificata. Implorazione senza basi, dato che si vede Jenkins, il giorno dopo, uccidere Hinds a randellate per un disaccordo riguardo alle loro attività criminose.
Martha, dopo la pesantissima giornata, si abbandona al sonno. Si risveglia: è stato tutto un sogno. Riappare Isabelle con Sylvester. La loro unione, benedetta da Martha, ha luogo.

## Produzione
Nel doppio ruolo del reverendo Jenkins e di suo fratello Sylvester in Body and Soul Paul Robeson fece il suo esordio cinematografico all'età di 27 anni. Per contratto il suo salario era di 100 $ per ogni settimana di lavorazione più il 3% del ricavo lordo dopo i primi 40000 $.

## Distribuzione
La versione originale di Body and Soul consisteva di nove bobine. Quando l'autore chiese la licenza per la pubblica proiezione la Motion Picture Commission dello stato di New York gliela negò in quanto il film sarebbe stato "immorale" e "blasfemo" e "inciterebbe al crimine". Micheaux fu costretto a intervenire in due occasioni sulla pellicola tagliandola prima che la commissione approvasse il film, ridotto ora a cinque bobine. La copia superstite è basata su questa versione tagliata; la director's cut è da considerarsi perduta. Body and Soul è uno dei tre soli film muti superstiti di Micheaux, che è stimato averne girati 26. Il film ha l'80% di valutazioni positive sul sito Rotten Tomatoes.
Body and Soul venne originariamente distribuito solo nelle sale cinematografiche a esclusivo uso da parte delle popolazioni afroamericane, di conseguenza rimase a lungo sconosciuto presso gli altri amanti del cinema. Nel 2000 il film è stato presentato al New York Film Festival con una nuova partitura composta dal trombonista Wycliffe Gordon, eseguita dal vivo dalla Jazz at Lincoln Center Orchestra.